# 利夫里
利夫里（法語：Livry，法語發音：[livʁi] ⓘ）是法国涅夫勒省的一个市镇，属于讷韦尔区。

## 地理
利夫里（46°46'30"N, 3°4'24"E）面积27.62 平方千米，位于法国勃艮第-弗朗什-孔泰大區涅夫勒省，该省份为法国中部省份，北至约讷省，西北接卢瓦雷省，西接谢尔省，南至阿列省，东南接索恩-卢瓦尔省，东临科多尔省。
与利夫里接壤的市镇（或旧市镇、城区）包括：阿列河畔堡、圣莱奥帕丹多日、勒沃德尔、阿列河畔莫尔奈、尚特奈圣安贝尔、朗热龙、圣皮埃尔勒穆捷。

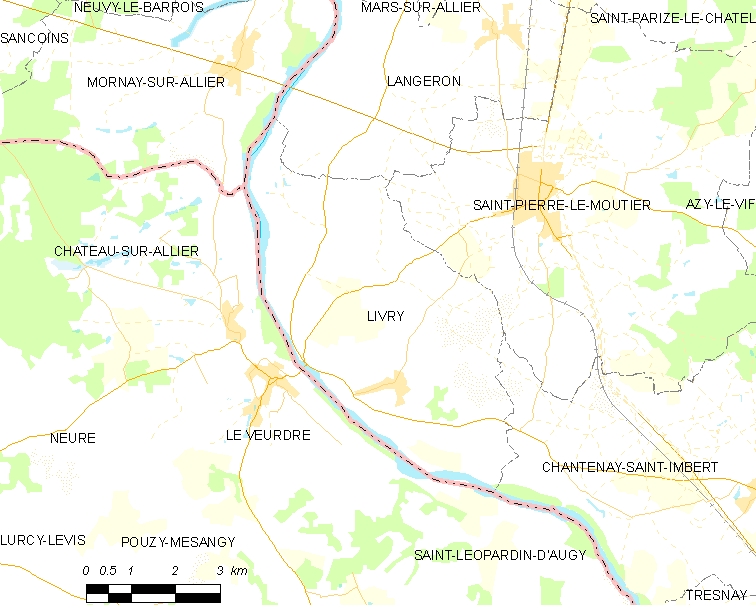
利夫里的OSM定位图

利夫里的时区为UTC+01:00、UTC+02:00（夏令时）。

## 行政
利夫里的邮政编码为58240，INSEE市镇编码为58144。

## 政治
利夫里所属的省级选区为圣皮埃尔勒穆捷县。

## 人口

1962-2008年间利夫里人口变化图示

利夫里于2022年1月1日时的人口数量为646人。